# Gare de Tardienta
La gare de Tardienta est une gare ferroviaire espagnole, située dans le centre-ville de Tardienta dans la province de Huesca en Aragon.
Elle est desservie par des trains Alta Velocidad Española (AVE), Media Distancia Renfe et Regional Exprés.

## Situation ferroviaire
C'est là que le Transpyrénéen se détache de la ligne pour Barcelone via Lérida pour rejoindre Huesca par une voie unique à écartement mixte. Un embranchement particulier dessert la minoterie Haritasa qui produit 600 tonnes de farine par jour.
Elle dispose de deux types d'écartement de rails : international (UIC) pour l'AVE Madrid-Huesca et espagnol pour les lignes régionales.

## Histoire
La gare a été entièrement remaniée pour l'arrivée de ligne à grande vitesse Saragosse-Huesca qui permet de la relier par TGV à la capitale espagnole en 2h40.

## Service des voyageurs

### Accueil
Elle dispose d'un bâtiment voyageurs avec guichets.

### Desserte
Tardienta est desservie par un train AVE aller et retour pour Madrid ainsi que les trains régionaux reliant Saragosse-Huesca-Canfranc et Saragosse-Lérida.
Trains à grande vitesse, Alta Velocidad Española (AVE) :
| Nom | Destination                        | Matériel |
| --- | ---------------------------------- | -------- |
| AVE | Madrid-Atocha - Huesca Intermodale | S-102    |

Trains Regional Exprés :
| Lignes | Trajet                        | Villes desservies |
| ------ | ----------------------------- | --- |
| R5     | Saragosse Huesca - Jaca       | Saragosse - Delicias - Tardienta - Huesca - Ayerbe - Sabiñánigo - Jaca |
| R41    | Saragosse - Huesca - Canfranc | Saragosse-Delicias - Villanueva del Gállego - Zuera - Almudevar - Tardienta - Huesca-Intermodale - Plasencia del Monte - Ayerbe - Riglos Concilio - Riglos - Santa María y La Peña - Anzánigo - Caldearenas-Aquilué - Sabiñánigo - Jaca - Castiello Pueblo - Castiello - Villanúa - Canfranc |